# Острые респираторные инфекции
Острые респираторные инфекции (ОРИ) — инфекционные заболевания, в которые вовлечены дыхательные пути. Передаются преимущественно воздушно-капельным путём, поражают различные отделы респираторного тракта и входят в группу острых респираторных заболеваний, являясь самыми распространёнными острыми заболеваниями среди людей. Могут проявляться в виде простуды, фарингита, ларингита, трахеита, бронхита, бронхиолита, пневмонии и бронхопневмонии. Длительность заболеваний не превышает 30 дней, при большинстве инфекций заболевание проходит само собой, но иногда может потребоваться медицинская помощь.
Причинами могут быть вирусы и бактерии, а также грибы. Из числа вирусов могут вызываться вирусами гриппа, парагриппа, риновирусами, коронавирусами, аденовирусами, респираторно-синцитиальным вирусом и другими. Острые респираторные вирусные инфекции являются подмножеством острых респираторных инфекций. Из числа бактерий могут вызываться стрептококком, пневмококком, стафилококком, менингококком, гемофильной палочкой, микоплазмой, хламидиями и легионеллами. Инфекция также может быть смешанной, то есть вирусно-вирусной или вирусно-бактериальной. Для некоторых патогенов также могут быть специфичны отдельные клинические проявления.
Острые респираторные инфекции принято классифицировать как инфекции нижних дыхательных путей и инфекции верхних дыхательных путей. Из-за возможного распространения инфекции на другие части тела, воздействий выделяемых патогенами токсинов, воспалительных процессов или снижения функции лёгких острые респираторные инфекции могут не ограничиваться дыхательной системой и вызывать системные эффекты. Также респираторные проявления могут быть при дифтерии, коклюше и кори, однако данные заболевания могут иметь и другие проявления. По степени тяжести среди респираторных инфекций выделяют грипп, гриппоподобное заболевание, пневмонию и бронхиолит.
Ежегодно из-за острых респираторных инфекций умирает порядка 3,9 миллиона человек, при этом большая часть смертей приходится на детей из развивающихся стран.

## Классификация
Группировать респираторные инфекции принято по симптоматике и вовлечению отдельных частей дыхательной системы. Острые респираторные инфекции могут быть классифицированы как острые инфекции верхних дыхательных путей и острые инфекции нижних дыхательных путей. Верхние дыхательные пути начинаются с носа и идут до голосовых связок в гортани, включая в себя придаточные пазухи носа и среднее ухо. Нижние дыхательные пути начинаются с трахеи и бронхов и заканчиваются бронхиолами и альвеолами. Классифицируют инфекции по преимущественному вовлечению верхних или нижних дыхательных путей.
Инфекции верхних дыхательных путей в подавляющем большинстве случаев вызываются вирусами и проходят сами по себе, поэтому более важными в подобных случаях являются возможные осложнения, чем сама инфекция. Острые инфекции верхних дыхательных путей могут протекать в форме простуды, синусита, фарингита, тонзиллита, эпиглоттита, ларингита и ларинготрахеита.
Инфекции нижних дыхательных путей могут протекать в форме бронхита, бронхиолита и пневмонии, могут протекать в тяжёлой форме и заканчиваться смертельным исходом. Продолжительность инфекций нижних дыхательных путей обычно больше, чем у инфекций верхних дыхательных путей. 
Также существует понятие тяжёлой острой респираторной инфекции, которая сопровождается кашлем с температурой тела от 38 °C в истории болезни и требует госпитализации. Определение дано Всемирной организацией здравоохранения и предназначено для использования в системах мониторинга здоровья населения в рамках стационаров, при этом диагноз учитывается, если симптомы появились в течение предшествующих 10 дней на момент классификации случая. Определение тяжёлой острой респираторной инфекции ориентировано на учёт случаев пневмонии, вызванной гриппом, а также связанных с гриппом обострений хронических заболеваний, среди которых астма и заболевания сердца. По классификации МКБ-10 наиболее близкими к данному определению являются коды J09—J11 (грипп с идентифицированным или неидентифицированным вирусом), которые в теории могли бы дополнительно использоваться в системах мониторинга.

## Эпидемиология
Острые инфекции нижних дыхательных путей являются одной из лидирующих причин смертности из-за респираторных заболеваний среди детей и взрослых по всему миру, являясь самой смертоносной инфекционной болезнью и одной из ведущих причин заболеваемости и смертности среди детей до 5 лет. Острые инфекции нижних дыхательных путей являются важной причиной смертей в странах с низким и средним уровнем доходов. С точки зрения эпидемиологии к ним обычно относят острый бронхит, бронхиолит, грипп и пневмонию. При этом бронхиолит является наиболее распространённой причиной госпитализаций среди детей возрастом до 1 года. В 2010 году из-за инфекций нижних дыхательных путей по всему миру было госпитализировано 14,9 миллиона человек. Острый бронхит часто встречается среди взрослых, ежегодно он диагностируется примерно у 30—50 человек на 1000 человек населения. Грипп может быть сезонным и пандемическим, им чаще всего болеют дети, а люди возрастом за 65 лет подвержены случаям наиболее серьёзных заболеваний гриппа с высокой смертностью. Заболеваемость сезонным гриппом от года к году может варьироваться, но в общем случае примерно 5 %—20 % населения ежегодно им болеют. Пневмония также встречается чаще среди маленьких детей и пожилых людей. В Европе внебольничной пневмонией ежегодно болеют примерно 2—12 человек на 1000 человек взрослого населения, большинство пациентов лечится на дому, но, тем не менее, она является самой частой причиной смертности от инфекций.
Этиологически по состоянию на 2016 год среди инфекций нижних дыхательных путей, вызванных пневмококком, гемофильной палочкой типа B, гриппом и респираторно-синцитиальным вирусом наиболее частой по заболеваемости и лидирующей по смертельным исходам являлась пневмококковая пневмония, а второй по числу смертельных исходов следовала респираторно-синцитиальная инфекция, примерно половина смертельных исходов которой относится к детям младше 5 лет.

## Факторы риска
К внешним факторам относятся активное и пассивное курение и вдыхание раздражающих слизистые оболочки веществ, а также аномальную влажность воздуха в помещении и изменения в климате.
Сопутствующие заболевания или нарушения тоже могут повышать риск. Риск повышается при нарушении анатомического строения полости носа или околоносных пазух, к чему относится, например, искривление носовой перегородки, а также при стоматологических вмешательствах. Из числа сопутствующих заболеваний к факторам риска относят инфекции верхних дыхательных путей, нарушения работы мукоцилиарного клиренса, иммунодефициты, муковисцидоз, атопии, аллергический ринит, бронхиальную астму и ондогенные инфекции.
Некоторые психические состояния тоже могут повышать риск, к ним относятся психические расстройства, тревога и депрессия.

## Лечение
Предотвращение и лечение респираторных инфекций во многом зависит от качества системы здравоохранения. Вирусные инфекции обычно проходят сами по себе, а большинство бактериальных хорошо поддаются лечению антибиотиками. На практике в лечении используется множество средств, из которых у большинства польза минимальная, но возможны побочные эффекты. Популярность набирает одна из разновидностей альтернативной медицины — гомеопатия, принципы которой ненаучны, а какие-либо положительные результаты объясняются эффектом плацебо, причём кокрановский метаанализ рандомизированных исследований показал отсутствие какого-либо эффекта от её применения для лечения ОРИ у детей.
Хотя антибиотики сделали возможным лечение пневмонии, антибиотикорезистентность может его усложнить. К резистентности, которая является большой проблемой здравоохранения, может приводить неправильное использование антибиотиков, в результате чего происходит естественный отбор бактерий, устойчивых к применяемому антибиотику. Более грамотное использование антибиотиков может уменьшить данную проблему. Одним из важных факторов успешного лечения является ранняя диагностика, что включает в себя совершенствование тестов и методик быстрого определения инфекционных агентов. Кокрановский метаанализ данных 12 стран показал, что учёт прокальцитонина как маркера бактериальной инфекции при решении вопроса о начале лечения антибиотиками и для определения длительности курса приводит к снижению риска смертности, расхода антибиотиков и рисков побочных эффектов из-за применения антибиотиков, при этом результаты были схожими для разных инфекций.
Для эффективного лечения тяжёлых инфекций нижних дыхательных путей приоритетным должно быть обеспечение доступности пульсоксиметров в сочетании с доступом к системам доставки кислорода.

## Профилактика
Широкое применение вакцин против кори, дифтерии, коклюша, гемофильной палочки типа B, пневмококка и гриппа способно значительно снизить заболеваемость острыми респираторными инфекциями среди детей. Благодаря применению вакцин против гемофильной палочки типа B в странах, где данная вакцина присутствует в национальных программах вакцинации, практически исчезли вызванные данным возбудителем инвазивные заболевания, среди которых менингит и пневмония.
Среди грудных детей снизить заболеваемость острыми инфекциями нижних дыхательных путей может помочь исключительно грудное вскармливание. Стратегии по использованию добавок цинка в пищу могут также значительно снизить заболеваемость среди населения, испытывающего дефицит цинка, предотвращая примерно четверть эпизодов заболевания.
Хотя физические упражнения помогают улучшить состояние здоровья в целом, согласно кокрановскому обзору они не влияют на заболеваемость острыми респираторными инфекциями. Однако некоторые исследования показали, что физические упражнения могут снижать тяжесть заболеваний.